# Кішан Лал
Кішан Лал (2 лютого 1917 — 22 червня 1980) — індійський хокеїст на траві.
Олімпійський чемпіон 1948 року.